# Cantó de Grevenmacher
Cantó de Grevenmacher (luxemburguès Gréiwemaacher) és un cantó situat a l'est de Luxemburg, al districte de Grevenmacher. Té 211 kilòmetres quadrats i 32.524 habitants. La capital és Grevenmacher.
El cantó es divideix en 8 comunes:
- Betzdorf
- Biwer
- Flaxweiler
- Grevenmacher
- Junglinster
- Manternach
- Mertert
- Wormeldange